# Fortunato Chelleri
Fortunato Chelleri (aussi Keller, Kelleri, Kellery, Cheler), né en mai ou juin 1690 à Parme et mort le 11 décembre 1757 à Cassel (Hesse), est un maître de chapelle et compositeur baroque italo-allemand du XVIIIe siècle.

## Biographie
Son père, originaire d'Allemagne (il s'appelait en fait Keller), se fixe assez tôt en Italie. Sa mère est de la famille Bazzani (ou Bassani, voir aussi Giovanni Battista Bassani), une famille de musiciens italiens. À la mort de ses parents, Chelleri grandit avec son oncle Francesco Maria Bazzani (vers 1650-1700), qui est maître de chapelle à la cathédrale de Plaisance et qui lui apprend le métier de musicien. À partir de 1708, Chelleri commence par composer des opéras pour différentes compagnies d'opéra en Italie du Nord. Il séjourne à Barcelone (1709-1710), à Florence (1716-1719) et à Venise ; il occupe un poste de maestro di capella d'Anne-Marie-Louise de Médicis.
En 1722, le prince-évêque Jean-Philippe de Schönborn, évêque de Bamberg et de Würzburg, lui-même grand amateur de musique et notamment des nouveaux instruments à clavier (piano-forte, clavicorde), l'engage comme Hofkapellmeister (maître de chapelle de la cour) à Würzburg, en même temps que Giovanni Benedetto Platti, compositeur et musicien originaire de Venise. Après la mort du prince-évêque en 1725, Chelleri est engagé à Cassel comme maître de chapelle du landgrave Charles Ier de Hesse-Cassel. Entre 1732 et 1734, il travaille pour le fils et successeur de Charles Ier, Frédéric Ier de Suède, également roi de Suède, à la cour royale de Stockholm. Il retourne en Allemagne avec le titre et les gages de Hofrat (conseiller aulique) et dirige l'orchestre privé du frère de Frédéric, Guillaume VIII de Hesse-Cassel, jusqu'à sa mort.

## Œuvres
Pendant son activité en Italie, Chelleri compose surtout des opéras, en tout dix-sept, dans l'« esprit de Venise », notamment :
- Griselda, 1707
- L'Innocenza giustificata, première représentation à Venise en 1711
- La Caccia in Etolia, première représentation à Ferrare en 1715. Le livret de Belisario Valeriano a été utilisé par Georg Friedrich Haendel pour son opéra Atalanta
- Amalasunta

Pendant les périodes allemande et suédoise, Chelleri compose de la musique de chambre et de la musique d'église (y compris des oratorios, dans le style italien) ainsi que pour les instruments à clavier : 
- Cantate et Aria con stromenti (Londres, 1727)
- 12 suites pour orchestre (édition sans lieu ni date)
- Sinfonia pour instruments à cordes et basse continue
- 6 Fughe per l'Organo e 6 Sonate per il Cembalo (Cassel, 1729)
- 9 suites pour clavier (deux d'entre elles paraissent dans les Lessons for the Harpsichord, Londres, 1750 ou 1756)
- Beatæ Mariæ Virginis, oratorio en deux parties (Würzburg, 1723) [Réimpression éditée par Alejandro Garri, Garri Editions, Mühlheim 2003]

## Enregistrements (sélection)
- Don Quixote (L’Attaque du moulin, La Dulcinée, Le Galop de Rossinante, Sancho Pancha, Le Coucher de Don Quixote), organiste Kalevi Kiviniemi (en) sur l'orgue de bambou de Las Piñas en 2003[2].
- Six Simphonies Nouvelles par l'orchestre Atalanta Fugiens, direction Vanni Moretto, label Deutsche Harmonia Mundi, 2009